# Південна Франція

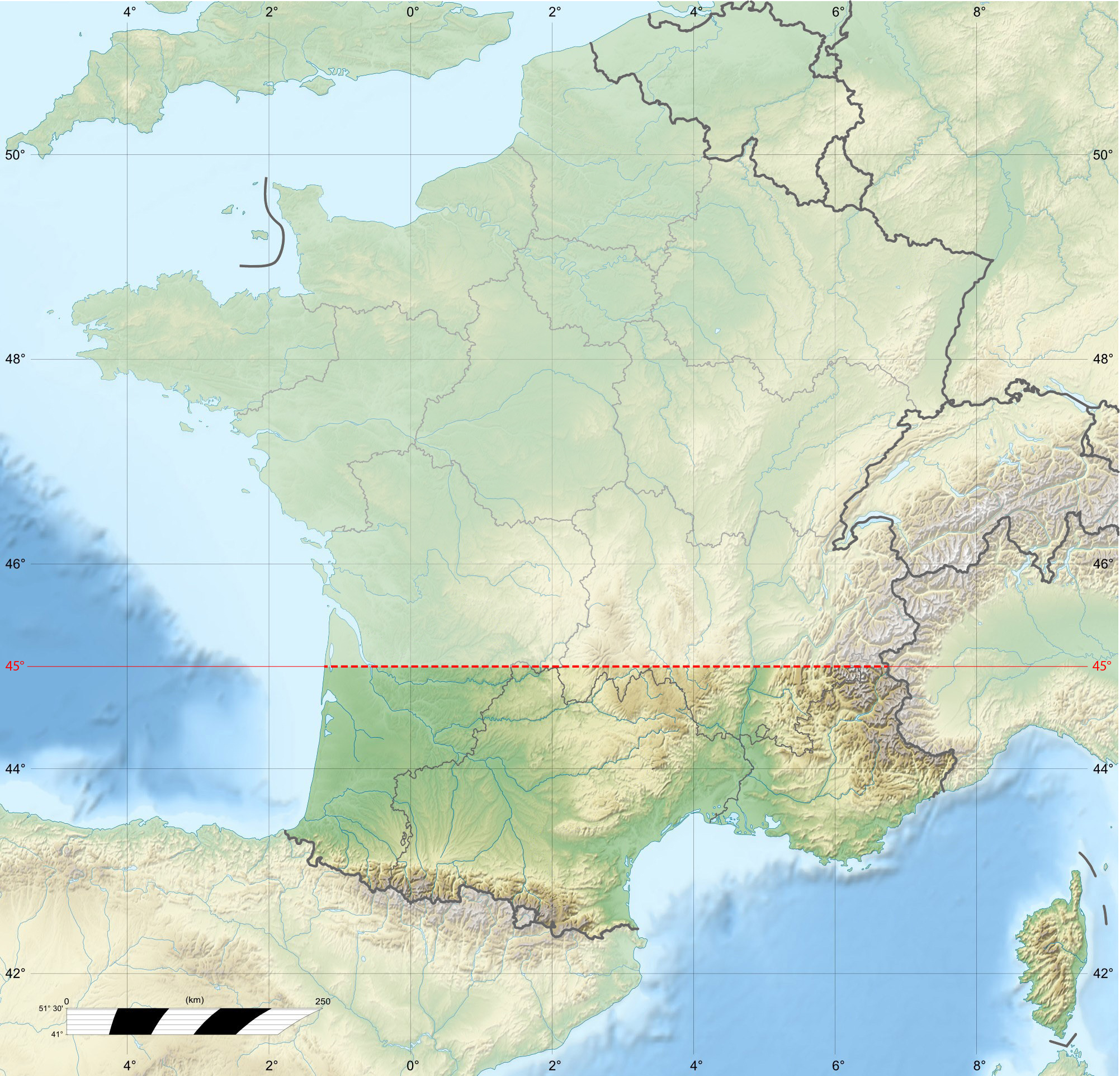
Південна Франція, умовні кордони якої тягнуться вздовж 45-ї паралелі

Південна Франція, також відома як Південь Франції (фр. Midi de la France), або розмовною французькою le Midi, — визначений географічний район, що складається з регіонів Франції, який оточений Атлантичним океаном на південь від болота Пуатвен, та межує з Іспанією, Середземним морем та Італією. Він включає Нову Аквітанію на заході, Окситанію в центрі, південні частини Овернь-Рона-Альпи на північному сході, Прованс — Альпи — Лазурний Берег на південному сході, а також острів Корсика на південному сході. Монако та Андорру іноді відносять до Півдня Франції, хоча вони є князівствами.
Французький термін le Midi походить від mi (середній) та di (день) у давньофранцузькій мові, та його порівнюють з терміном Mezzogiorno (італ. полудень), яким італійці називають Південну Італію. Полудень був синонімом півдня, оскільки у Франції, як і у всій Північній півкулі на північ від Тропіка Раку, сонце опівдні на півдні. Синонімія існувала і в середньофранцузькій мові, де meridien може означати як полудень, так і південь. Вважається, що Південна Франція починається з міста Валенс.

## Географія

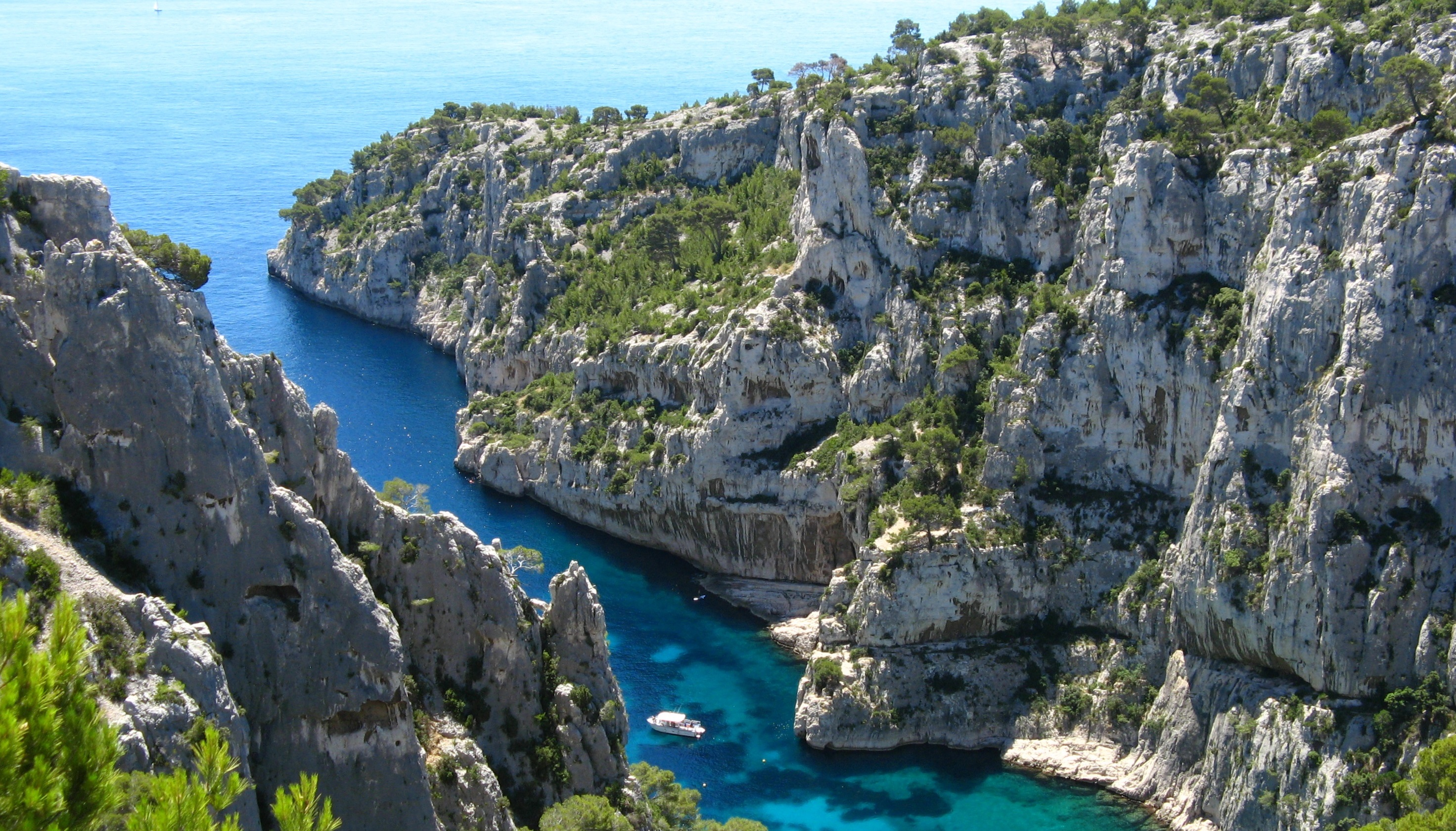
Національний парк Каланки між Марселем та Кассі, що був населений у Нижньому палеоліті

Територія значною мірою збігається з територією Окситанії, територією, на якій окситанська мова — яка відмінна від мов ойль Північної Франції — була історично домінуючою мовою. Хоча частина Окситанії, зокрема, райони Овернь та Лімузен зазвичай не вважаються частиною Південної Франції. Найбільші міста Південної Франції — Марсель, Тулуза, Бордо, Ніцца і Монпельє. Піренеї та французькі Альпи також розташовані в цьому районі, відповідно в його південно-західній та східній частинах.

## Туризм

Ніцца, Приморські Альпи, часто вважається найвідомішим за кордоном містом Південної Франції, хоча воно не є найбільшим.

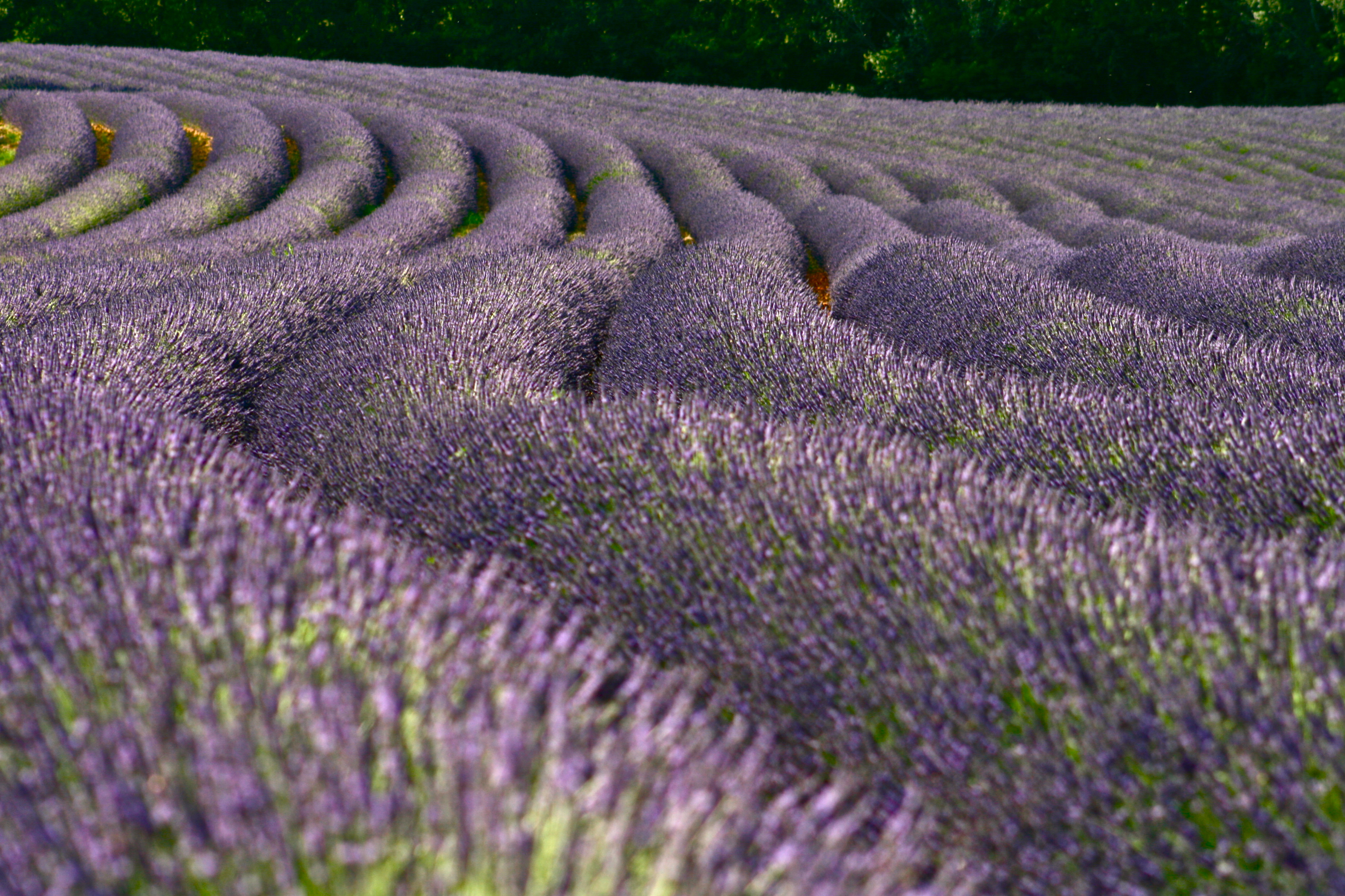
Поля лаванди — добре відома особливість Півдня Франції, які в основному розташовані в Провансі

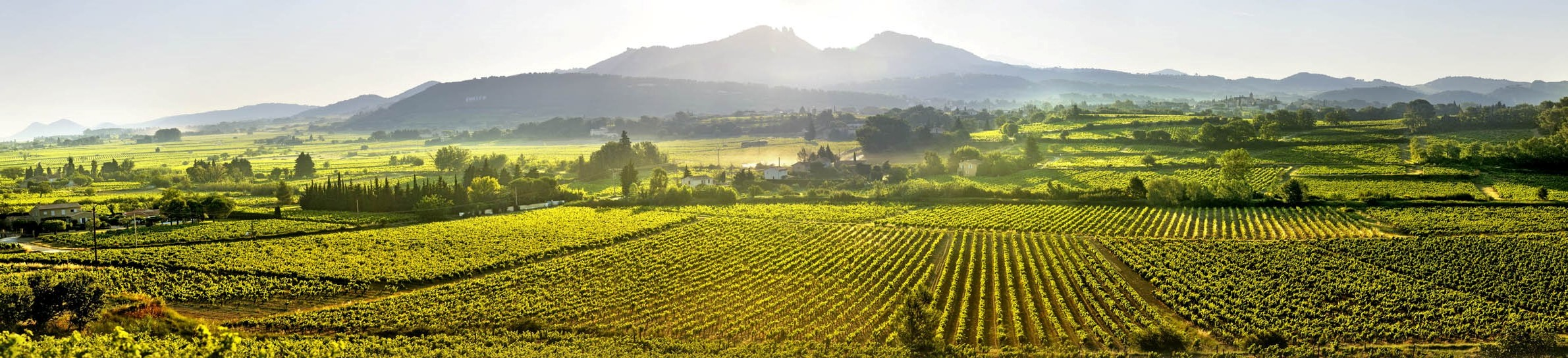
Вид на виноградники у Воклюзі, де виробляють

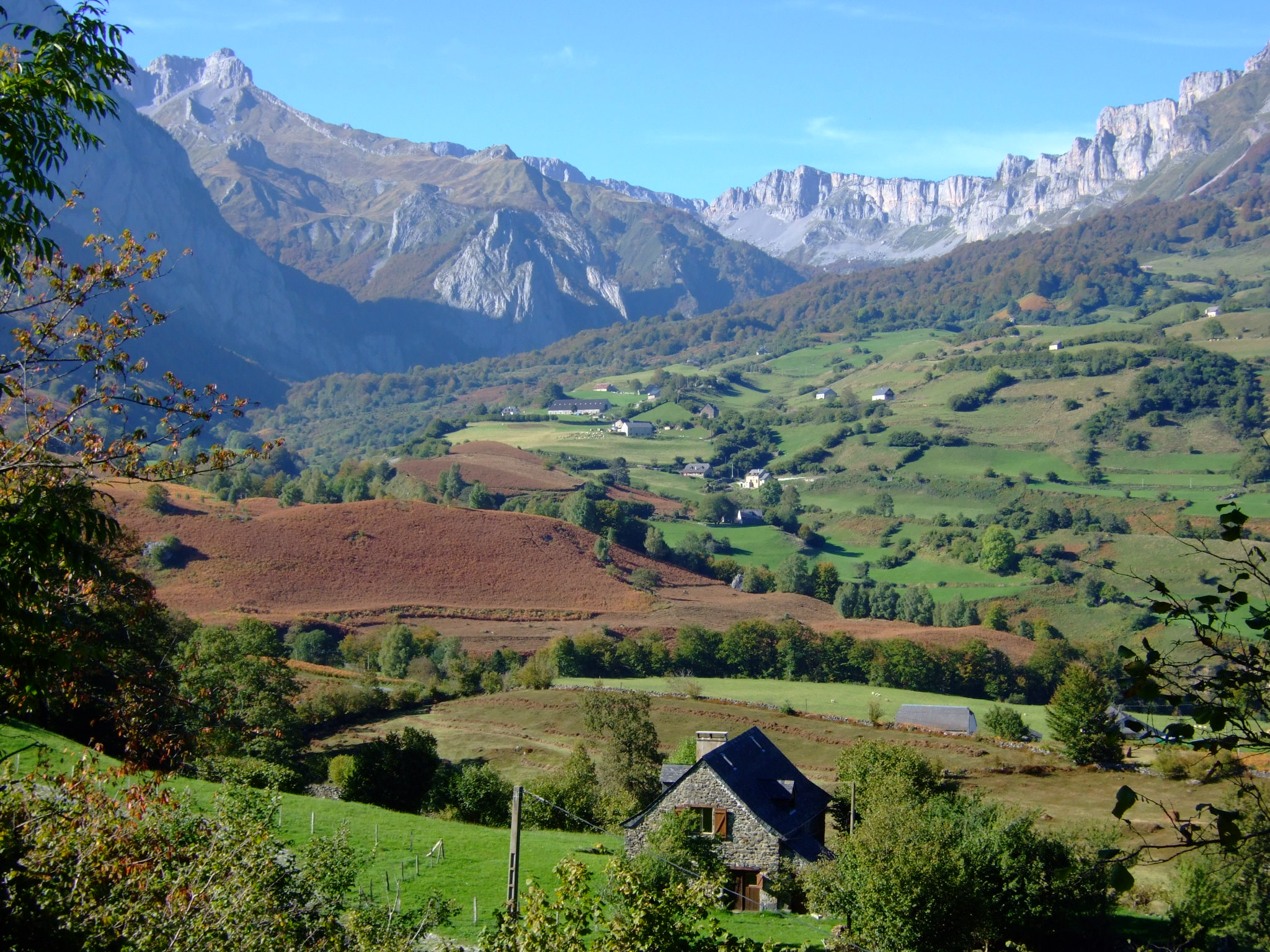
Традиційний ландшафт історичної провінції Беарн, в департаменті Атлантичні Піренеї

До помітних туристичних визначних пам'яток району відносять Пон-дю-Гар і Арени Німа римської епохи, Вердонську ущелини в Альпах Верхнього Провансу, Південний канал, що з'єднує Тулузу та Середземне море, а також природні райони Ларзак, Люберон і Медок. Французька Рив'єра розташована у південно-східній частині Південної Франції. Кілька міст Південної Франції славляться своєю архітектурою та околицями, такі як Руссільйон, Менерб, Корд-сюр-Сьєль, Горд, Рокамадур, Ле-Бо-де-Прованс, Лурмарен, Гассен, Сен-Поль-де-Ванс, Л'Іль-сюр-ла-Сорг, Сеян, Крійон-ле-Брав та Сен-Ремі-де-Прованс.

## Фільми, зняті у Південній Франції
- Спіймати злодія (1955)
- Літній відпочинок[en] (1963)
- Безтямний П'єро (1965)
- Лакомб Люсьєн (1974)
- Французький зв'язковий 2 (1975)
- Під Вишневим місяцем[en] (1986)
- Жан де Флоретт (1986)
- Манон з джерела [en] (1986)
- Неприторенні шахраї (1988)
- Щастя в полі[en] (1995)
- Таксі (1998)
- Шоколад (2000)
- Перевізник (2002)
- Басейн (2003)
- Велика подорож● (2004)
- Фатальна красуня (2006)
- Син Гроузера[en] (2007)
- Містер Бін на відпочинку (2007)
- Амер[en] (2009)
- Магія місячного сяйва (2014)